# Amt Gymnich
Das Amt Gymnich war ein Amt im Kreis Euskirchen in der preußischen Rheinprovinz und in Nordrhein-Westfalen. Es ging aus der Bürgermeisterei Gymnich hervor. Das Gebiet des Amtes gehört heute zur Stadt Erftstadt im Rhein-Erft-Kreis.

## Bürgermeisterei Gymnich
Von 1798 bis 1814 standen alle linksrheinischen Gebiete unter französischer Herrschaft. Während dieser Zeit wurde nach französischem Vorbild die Mairie Gymnich eingerichtet, die zum Kanton Lechenich im Arrondissement Köln des Rur-Departements gehörte. Nachdem das Rheinland 1814 an Preußen gefallen war, wurde aus der Mairie die preußische Bürgermeisterei Gymnich, die 1816 zum neuen Kreis Euskirchen kam. Sie umfasste die beiden Landgemeinden Dirmerzheim und Gymnich.

## Amt Gymnich
Am Ende des Jahres 1927 wurde die Bezeichnung aller rheinischen Landbürgermeistereien in „Amt“ geändert. Die Bürgermeisterei Gymnich hieß nun Amt Gymnich. Das Amt Gymnich wurde am 1. Juli 1969 durch das Gesetz zur Neugliederung des Landkreises Euskirchen aufgelöst. Seine beiden Gemeinden Dirmerzheim und Gymnich wurden in die neue Stadt Erftstadt eingegliedert, die dem neuen Rhein-Erft-Kreis (bis 2003 Erftkreis) zugeschlagen wurde.

## Einwohnerentwicklung
| Jahr | Einwohner | Quelle |
| ---- | --------- | ------ |
| 1843 | 2549      | [ 2 ]  |
| 1871 | 2660      | [ 3 ]  |
| 1885 | 2523      | [ 4 ]  |
| 1910 | 2760      | [ 5 ]  |
| 1925 | 3132      | [ 6 ]  |
| 1939 | 3236      | [ 7 ]  |
| 1950 | 4157      | [ 8 ]  |
| 1961 | 4216      | [ 8 ]  |

## Bürgermeister
- 1803–182400Wilhelm Correns
- 1824–184600Joseph Hünten
- 1846–187400Johann Baptist Ittenbach
- 1875–190800Franz Busbach
- 1909–191900Karl Joseph Reith
- 1919–192000Josef Schumacher
- 1920–194500Josef Schweins
- 1946–194700Wilhelm Wildenburg
- 1947–195800Nikolaus Wagner
- 1958–196100Josef Groß
- 1961–196400Josef Nix
- 1964–196900Josef Groß[9]

(ab 1928 Amtsbürgermeister)